# Više od najviše
Više od najviše è un singolo della cantante croata Maja Blagdan, pubblicato nel 2014 attraverso l'etichetta discografica Aquarius Records.

## Tracce
Download digitale
1. Više od najviše – 4:17